# Bataille de Zari
Insurrection de Boko Haram
Batailles
La bataille de Zari a lieu le 30 août 2018 pendant l'insurrection de Boko Haram.

## Déroulement
Le 30 août 2018, défendue par le 145e bataillon, la base militaire de Zari, à 27 kilomètres à l'est de la ville de Damasak (en), est attaquée par des djihadistes de l'État islamique en Afrique de l'Ouest, appartenant à la faction dirigée par Abou Mosab al-Barnaoui,. L'assaut débute vers 16 heures, heure locale. Les djihadistes arrivent en grand nombre avec des camions, des armes lourdes et du matériel militaire dérobé à l'armée lors de précédentes attaques,. Les combats durent une heure. L'aviation nigériane intervient avec au moins un chasseur J-7NI et un hélicoptère Mi-35M. Les hélicoptères auraient tué trois chef djihadistes, mais les avions n'effectuent aucune frappe, de peur de toucher leurs propres troupes. Face à la puissance de feu des assaillants, les troupes nigérianes battent temporairement en retraite, avant de recevoir des renforts terrestres et aériens.

## Revendication
L'attaque est revendiquée le lendemain, dans un court communiqué, par la faction de l'État islamique en Afrique de l'Ouest dirigée par Abou Mosab al-Barnaoui.
Le 8 septembre, l'État islamique en Afrique de l'Ouest publie une vidéo sur l'attaque, montrant au moins 75 de ses combattants, vêtus d'uniformes, et les corps de plusieurs militaires nigérians, dont certains abattus à bout portant.

## Pertes
Selon les déclarations anonymes d'un officier nigérian à l'AFP, au moins trente soldats sont tués lors de l'attaque. L'AFP indique aussi qu'un bilan similaire est donné par une autre source militaire, mais que celle-ci affirme que les djihadistes ont subi des pertes importantes lors d'un bombardement. Une vidéo de l'État islamique montre les corps de quinze soldats.
Le bilan est cependant revu à la hausse après des opérations de ratissage de l'armée nigériane : le 3 septembre, un officier nigérian déclare anonymement à l'AFP que 48 corps de militaires ont été retrouvés. Un bilan qui est confirmé par une autre source militaire contactée sur place, qui fait également état de 20 blessés.
L'armée nigériane publie pour sa part un court communiqué le matin du 1er septembre, dans lequel elle affirme avoir détruit deux pick-up lors de frappes aériennes et tué plusieurs terroristes.